# Вільний агент
Вільний агент — у професіональному, насамперед командному, спорті — спортсмен, чий контракт із клубом (командою) втратив чинність, і який, відповідно, має право укласти контракт з іншим клубом (командою). У різних професіональних спортивних лігах та асоціаціях можуть бути різні специфічні визначення вільних агентів і правила укладання контрактів з такими спортсменами. Наприклад, регламент української футбольної Прем'єр-ліги дає таке визначення вільного агента:
|  | Футболіст, який не перебуває в трудових відносинах з жодним клубом і має право безперешкодно укладати контракт із будь-яким клубом. |

Як і багато інших спортивних термінів, термін вільний агент вживається і поза спортом. Вільними агентами можуть називатися відомі музиканти й музичні колективи, що не зв'язані контрактом з жодним лейблом звукозапису.

## Обмежено та необмежено вільні агенти
Необмежено вільні агенти — це спортсмени, які не мають жодних зобов'язань перед будь-яким клубом (командою). Зазвичай це спортсмени, чий контракт із клубом закінчився й не був поновлений, або був передчасно розірваний за обопільною згодою сторін, або спортсмени, які лише розпочинають професійну кар'єру й не мають зобов'язань перед спортивною школою або юнацькою командою.
Обмеження на статус вільного агента різняться між лігами (асоціаціями), але загальний принцип лишається незмінним — обмежено вільний агент пов'язаний з певним клубом, який має право пріоритетного укладання контракту з цим спортсменом. На практиці обмежено вільний агент має право розглядати пропозиції щодо контракту від нового клубу, але може укласти такий контракт лише за умови, якщо його поточний клуб відмовляється зробити йому аналогічну пропозицію. У випадку ж, якщо поточний клуб обмежено вільного агента робить йому таку пропозицію, спортсмен має залишитися у цьому клубі. У деяких лігах також існують вимоги щодо надання певних компенсацій поточному клубові при підписанні новим клубом обмежено вільного агента.

## Терміни підписання вільних агентів
Підписання (укладання контрактів) вільних агентів у деяких професійних лігах та асоціаціях має часові обмеження. Зокрема, у північноамериканській Національній хокейній лізі обов'язковою умовою виступу обмеженого вільного агента в поточному сезоні змагань є підписання ним контракту в термін до 1 грудня відповідного року.
У більшості європейських футбольних ліг підписання вільних агентів можливе лише протягом трансферних вікон — визначених відповідним регламентами періодів, протягом яких здійснюються переходи гравців між клубами та їх заявлення (дозаявлення) для участі у змаганнях.

## Економічний ефект статусу вільного агента
Вільні агенти мають з точки зору потенційного нового клубу безумовну перевагу — їх перехід не пов'язаний з грошовими або будь-якими іншими компенсаціями попередньому работодавцю цього спортсмена. Ця перевага значно підвищує привабливість спортсмена для потенційних нових клубів і дає змогу йому вимагати кращих контрактних умов, ніж ті, на які можуть розраховувати спортсмени аналогічного професійного рівня, що мають чинні контрактні зобов'язання.